# 卡林·馬莫亞
卡林·馬莫亞（阿拉伯语：كريم مطمور，1985年6月25日—），出生於法國斯特拉斯堡，阿爾及利亞足球員，司職進攻中場或前鋒，現效力德甲球會法兰克福足球俱乐部，亦是阿爾及利亞國家隊隊員。

## 球會
馬莫亞在其家鄉球會斯特拉斯堡RC展開其職業足球生涯。當完成學徒訓練之後，他沒有獲得職業合約，然後加盟業餘球隊禾班斯特拉斯堡，後來他赴德國，加盟弗賴堡預備組。在躍升一隊後，他在德乙踢了3季，錄得超過80場聯賽上陣紀錄，並取得10個入球。
其出色表現受到多支德甲球會注目，當中包括禾夫斯堡、利華古遜和法蘭克福等。2008年6月4日，馬莫亞加盟德甲升班馬慕遜加柏，簽約四年，轉會費則為200萬歐羅。加盟慕遜加柏後，馬莫亞備受重用，在2008/09球季在聯賽全部34場賽事皆有上陣，當中29場正選，5場後備，並取得3個入球。2009/10球季，馬莫亞在聯賽上陣25場，但只能取得1入球1助攻。

## 國家隊
2007年2月6日首次獲得阿爾及利亞徵召，對手為利比亞。
2009年12月，馬莫亞獲教練沙丹尼徵召參加在安哥拉舉行的2010年非洲國家盃。其後，他再獲徵召參加2010年世界盃決賽週，他在阿爾及利亞三場賽事悉數正選上陣，但並未取得入球。

### 國際賽入球
| # | 日期      | 球場                 | 對手 | 入球 | 賽果 | 賽事               |
| - | --------- | -------------------- | ---- | ---- | ---- | ------------------ |
| 1 | 7-6-2009  | 布列達梅斯塔巴球場   | 埃及 | 1-0  | 3-1  | 2010年世界盃外圍賽 |
| 2 | 24-1-2010 | 卡賓達施亞斯國際球場 |      | 1-1  | 3-2  | 2010年非洲國家盃   |

## 外部連結
- 馬莫亞官網（页面存档备份，存于） 於matmour.com（页面存档备份，存于）
- 馬莫亞資料（页面存档备份，存于） 於Kicker.de（页面存档备份，存于）
- 馬莫亞的FIFA數據（页面存档备份，存于） 於fifa.com（页面存档备份，存于）